# Groß-Köln
Gross-Cöln (später Groß-Köln) war das erste große volkstümliche Varietétheater in Köln. Es wurde 1912 eröffnet und während des Zweiten Weltkriegs zerstört. An seiner Stelle stehen heute die Sartory-Säle.

## Entstehungsgeschichte
Kölns Theaterszene war bereits vor dem Zweiten Weltkrieg sehr vielseitig; das Groß-Köln in der Altstadt-Nord bot Volkstümliches. Es wurde zwischen 1911 und 1912 durch den für seine Theater- und Opernhaus-Bauten bekannten Kölner Architekten Carl Moritz erbaut, der auch das Kölner Opernhaus errichtet hatte. Es entstand in der Friesenstraße 44/46, wo zuvor die 1896 gegründete Brauerei Cölner Bürgerbräu Josef Waßmann gestanden hatte. Das Haus beherbergte ein Varieté-Theater und mehrere Gastronomiebetriebe, darunter mit der Bonbonniere ein Séparée-Lokal.

## Anfangszeit

Gross-Cöln (Postkarte 1912)

Die Friesenstraße war damals die bedeutendste Kölner Amüsiermeile. Als Betreiber des Varietés fungierte Ludwig Blatzheim mit seinen weitreichenden Verbindungen in die Künstlerszene. Die Karnevals- und Herbstrevuen im Gross-Cöln zählten zu den saisonalen Kölner Großereignissen. Wegen der niedrigen Eintritts- und Getränkepreise avancierte es schnell zum ersten großen Volksvarieté der Stadt. Da die Stadt seit 1. Februar 1919 wieder offiziell Köln geschrieben wird, ändert das Theater entsprechend seinen Namen.
Das im Volksmund „volkstümlich-großstädtisches Etablissement“ genannte Theater Groß-Köln unterlag zwischen 1914 und 1918 wie andere Theater der Zensur, so dass politische Anspielungen in Sprech- und Gesangstexten ebenso zensiert wurden wie Mimik und Gestik. Es wurde 1918 durch die Besatzungstruppen beschlagnahmt. Nach der Beschlagnahme gastierte ab 1926 hier täglich die kölsche Humoristin Grete Fluss. Sie begeisterte 1930 mit der Uraufführung der Revue Die Fastelovendsprinzessin mit dem von Willi Ostermann komponierten Titel Och, wat wor dat fröher schön doch in Colonia (Ach, was war das früher schön doch in Colonia) das Publikum.
1928 begann die Heimatrevue Die Rutschbahn, im November 1928 traten Otto Reutter und zwischen dem 16. und 31. Mai 1929 die Comedian Harmonists erstmals in neuer, endgültiger Besetzung hier auf. Im Theater konnte „allabendlich echtes Cölner Leben im Verein mit großstädtischer Unterhaltung nach Belieben“ genossen werden. Für das weniger gutbetuchte Publikum eröffnete die Familie Klein gegenüber im Jahre 1926 die Kneipe Klein Köln, die noch heute existiert.
Hans Heinz Lüttgen erhielt 1931 den Auftrag für den Um- und Neubau der Eingangsbauten der Vergnügungsstätten; zur Wiedereröffnung präsentierte man am Neujahrstag 1932 die Premiere der Jubiläumsrevue für Willi Ostermann Vum Billa zum Zilla von Hans Jonen und Leo Renner, unter Regie der neuen Betreiber Ludwig und Hans Herbert Blatzheim.

## Ende
Zum Ende des Betriebs des Groß-Köln gibt es keine klaren Hinweise. Jedenfalls war diese Unterhaltungsstätte noch 1941/42 im Greven’s Adressbuch verzeichnet, obwohl die Räumlichkeiten wahrscheinlich Ende 1939/Anfang 1940 von der Wehrmacht beschlagnahmt worden waren. In der Nacht vom 30. auf den 31. Mai 1942 griffen bei der Operation Millennium 1047 britische Kampfflugzeuge Köln an und zerstörten dabei auch das Varieté Groß-Köln. An seiner Stelle wurden am 11. November 1948 die Sartory-Säle eröffnet.